# بيلي هكتور
بيلي هكتور (بالإنجليزية: Billy Hector)‏ هو مغن مؤلف وملحن أمريكي، ولد في 1956 في أورانج ‏ في الولايات المتحدة.

## وصلات خارجية
- بيلي هكتور على موقع ميوزك برينز (الإنجليزية)
- بيلي هكتور على موقع ديسكوغز (الإنجليزية)